# Thottea rhizantha
Thottea rhizantha är en piprankeväxtart som beskrevs av Odoardo Beccari. Thottea rhizantha ingår i släktet Thottea och familjen piprankeväxter. Inga underarter finns listade i Catalogue of Life.